# Luciana
Luciana je žensko osebno ime.

## Izvor imena
Ime Luciana je različica imena Lucija.

## Pogostost imena
Po podatkih Statističnega urada Republike Slovenije je bilo na dan 31. decembra 2007 v Sloveniji število ženskih oseb z imenom Luciana: 26.

## Osebni praznik
V koledarju je ime Luciana skupaj z imenom Lucija; god praznuje 13. decembra.